# Ketanggi (Rembang)
Ketanggi is een bestuurslaag in het regentschap Rembang van de provincie Midden-Java, Indonesië. Ketanggi telt 2190 inwoners (volkstelling 2010).